# Кањо (Тренто)
Кањо (итал. Cagnò) је насеље у Италији у округу Тренто, региону Трентино-Јужни Тирол.
Према процени из 2011. у насељу је живело 333 становника. Насеље се налази на надморској висини од 671 м.

## Становништво
| 1931. | 1936. | 1951. | 1961. | 1971. | 1981. | 1991. | 2001. | 2011. |
| ----- | ----- | ----- | ----- | ----- | ----- | ----- | ----- | ----- |
| 398   | 406   | 438   | 430   | 384   | 380   | 346   | 369   | 360   |